# Термическое дожигание
Термическое дожигание — метод очистки выбросов от газообразных примесей; основан на высокотемпературном сжигании вредных примесей, содержащихся в технологических, вентиляционных и других выбросах. Термическое дожигание применяют главным образом при высокой концентрации примесей (превышающей пределы воспламенения) и значительном содержании в газах кислорода.
Термическое дожигание чрезвычайно широко распространено практически во всех отраслях промышленности.

## Применение
Термическое дожигание используется для очистки:
- от диоксида серы и окислов азота — на тепловых электростанциях, аглофабриках, предприятиях стекольной промышленности и других;
- сероводорода и сероуглерода — на предприятиях нефтехимической, химической промышленности и производства искусственного волокна;
- от дурнопахнущих веществ — в пищевой, микробиологической, деревообрабатывающей, мебельной промышленности и на предприятиях агрокомплекса;
- от паров органических растворителей (бензин, толуол, сероуглерод и других) — в химической и полиграфической промышленности;
- от аэрозолей и паров кислот, окислов серы и азота гальванических и травильных ванн;
- от сажевых выбросов испытательных станций двигателей внутреннего сгорания[2].

## Достоинства и недостатки
Установки для термического дожигания органических примесей промышленных газов достаточно просты по конструкции, занимают небольшую площадь, эффективность их работы не зависит от срока службы.
Термическое дожигание является наиболее простым и самым старым способом очистки от дурнопахнущих соединений на предприятиях агропромышленного комплекса, однако при этом и самым дорогим.

## Выбор методов и схем
Для осуществления дожигания (реакции окисления) необходимо поддержание высоких температур очищаемого газа и наличие достаточного количества кислорода. Выбор схемы дожигания зависит от температуры и количества выбросов от содержания в них вредных примесей, кислорода и т. д. Системы огневого обезвреживания обеспечивают эффективность очистки 90-99 %, если время пребывания загрязняющих веществ в высокотемпературной зоне не менее 0,5ч и температура обезвреживания газов, содержащих оксид углерода, составляет 660—750 градусов.
При выборе методов и схем очистки в первую очередь определяется способ очистки загрязнённого воздуха, количество ступеней очистки и тип пылегазоулавливающих аппаратов. Устанавливать следует только такие устройства, которые в конкретных условиях сочетали бы в себе требуемую эффективность очистки, надёжность и экономичность.